# 트루데 바이저
트루데 바이저(독일어: Trude Beiser, 1927년 9월 2일~)는 오스트리아의 은퇴한 알파인 스키 선수이다. 1948년 동계 올림픽에서 여자 복합 부문 금메달과 활강 부문 은메달을 획득했으며, 1952년 동계 올림픽에서 여자 활강 부문 금메달을 획득했다.